# Gustave Serrurier-Bovy

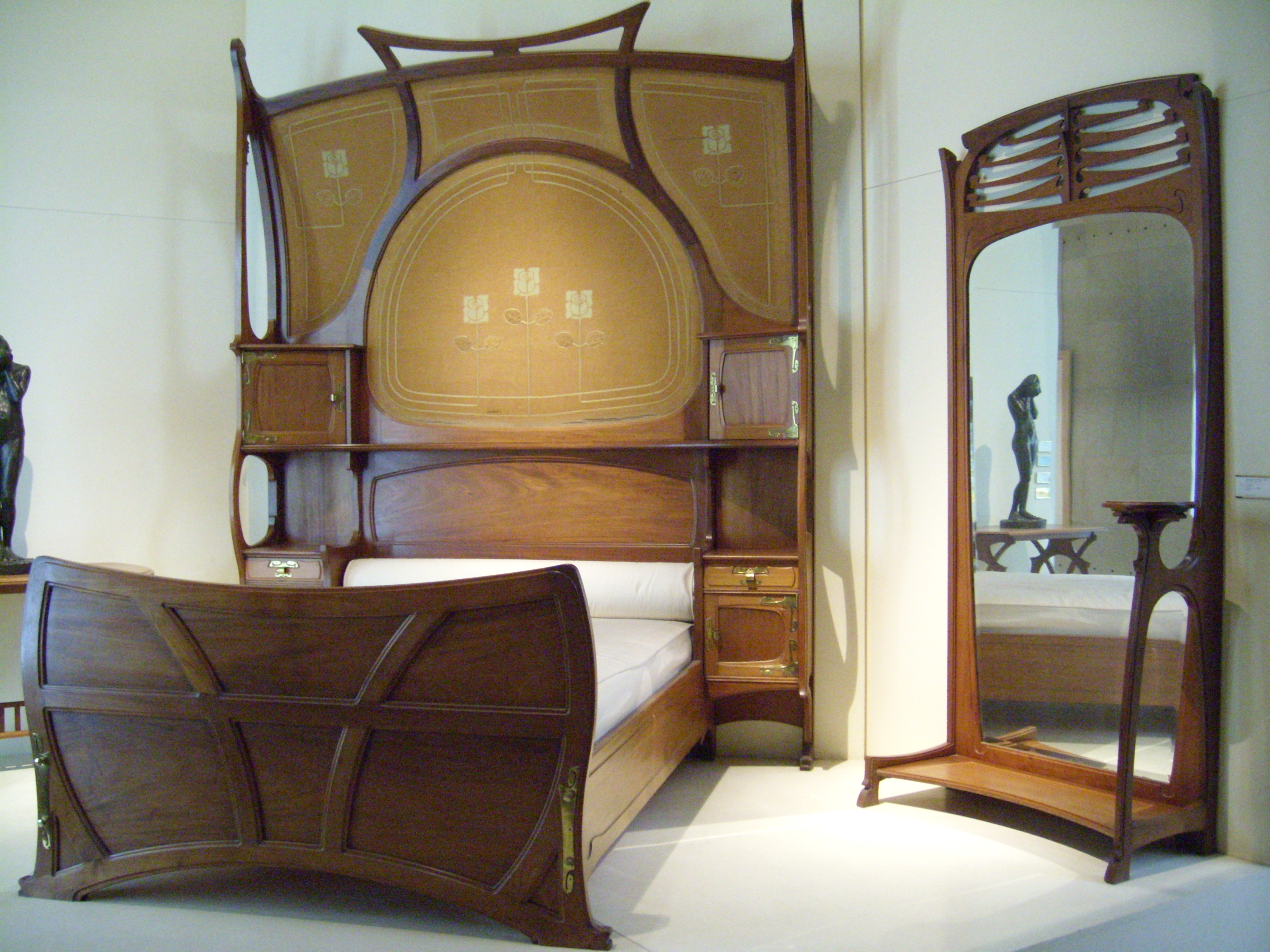
Bed in mahonie (1899), Musée d'Orsay

Gustave Nicolas Joseph Serrurier-Bovy (Luik, 27 juli 1858 - aldaar, 19 november 1910) was een Belgisch architect en meubelontwerper. Samen met Paul Hankar, Victor Horta en Henry Van de Velde was hij een van de voornaamste art-nouveau-architecten.

## Leven en werk
Gustave Serrurier werd in 1858 te Luik geboren als zoon van een meubelmaker en volgde in die stad zijn schoolopleiding aan het Athénée de Liège. In 1874 begon hij aan zijn architectuuropleiding aan de Luikse Académie des Beaux-Arts. Daar kwam hij in contact met de werken van John Ruskin, William Morris en Eugène Viollet-le-Duc.
Onder invloed van de arts-and-craftsbeweging reisde hij in 1884 naar het Verenigd Koninkrijk waar hij een poos werkte als meubelontwerper. In hetzelfde jaar huwde hij met Maria Bovy en opende hij in Luik een eigen meubelatelier. Hij verwerkte de arts-and-craftselementen in zijn eigen producten die hij in zijn winkel verkocht, naast geïmporteerde meubelen.
In 1894 stond hij aan de wieg van La Libre Esthétique, de Brusselse kunstenaarsgroep van Octave Maus waarvoor hij ook in 1895 en 1897 zou exposeren. 
In 1897 en 1899 opende hij filialen in respectievelijk Brussel en Parijs. 
In 1897 droeg hij bij aan het Congo-paviljoen op de wereldtentoonstelling in Brussel, waarna hij voor de Parijse Exposition Universelle van 1900 het Restaurant au Pavillion Bleu ontwierp en bouwde. Dit gold als een van de weinige voorbeelden van ongeremde art nouveau.
Na zijn bezoek aan Darmstadt, een centrum van de jugendstil, ging hij over op eenvoudiger vormen en koos hij voor een minder kostbare productie. Onder de merknaam Silex startte hij een serie meubelen die door de koper zelf konden gemonteerd worden. Voor een project van sociale woningen ontwierp hij in 1905 een lijn van werkmansmeubilair dat op veel bijval kon rekenen van de Belgische Werkliedenpartij. Uit zijn latere jaren dateren ook zijn eigen woning, villa L'Aube in het Cointe-park in Luik (1901-1904), en het interieur dat hij tussen 1903 en 1905 ontwierp voor het Château de la Cheyrelle in het Franse Dienne.
Verschillende stukken meubilair van Serrurier-Bovy behoren tot de collectie van het Musée d'Orsay in Parijs Andere stukken bevinden zich in het Metropolitan Museum in New York. Typisch voor art-nouveauontwerpers ontwierp hij behalve meubels ook juwelen, vazen en verlichting.
Gustave Serrurier overleed te Luik in 1910 en werd ter aarde besteld in een familiegraf op de begraafplaats van Robermont (Luik).